# Vorrtjärnen (Umeå socken, Västerbotten)
Vorrtjärnen är en sjö i Umeå kommun i Västerbotten och ingår i Tavelåns huvudavrinningsområde.